# Frank Woeste
Frank Woeste (né en 1976 à Hanovre) est un pianiste de jazz allemand.

## Biographie
Frank Woeste, né à Hanovre, étudie le piano au Conservatoire de Brême. Il s'intéresse au jazz à l'âge de 16 ans à l'occasion d'un voyage aux États-Unis. Il se produit dans un club de jazz à Brême, et il est membre d'un orchestre de jeunes. Il étudie au Conservatoire de musique de Paris entre 1997 et 2001. Ses instruments de prédilection sont le piano classique et le piano électrique Fender Rhodes. Il enregistre en 2001 avec la chanteuse coréenne Youn Sun Nah pour son album Reflet, un album solo en 2004, et sort deux albums avec son trio en 2005 et 2007. Il travaille par la suite notamment avec les trompettistes Médéric Collignon et Ibrahim Maalouf. Il compose deux nouveaux albums personnels en 2011 (W Double You) et en 2016 (Pocket Rhapsody) où on retrouve Ibrahim Maalouf et Youn Sun Nah.
Il est lauréat du festival Jazz à Juan Révélations en 2005. C'est un des rares musiciens de jazz allemand connus en France. Il s'est produit notamment au Festival International de Jazz de Montréal, à Jazz in Marciac, au Festival de Jazz de Paris, au Duc des Lombards, à Jazz à Vienne, à Mexico, à New York, ou au Festival de Jazz de Tokyo.

## Discographie
- 2001 : Youn Sun Nah - Reflet (Sony)
- 2004 : Frank Woeste Solo - Outward (Sony)
- 2005 : Frank Woeste Trio - Mind at Play (Challenge records)
- 2006 : Médéric Collignon Jus de Bocse quartet - Porgy and Bess (Sketch)
- 2007 : Frank Woeste Trio - Untold Stories (Challenge records)
- 2009 : Médéric Collignon Jus de Bocse quartet- Shangri Tunkashi-La (Justlooking productions)
- 2011 : Frank Woeste - W Double You  (Worldvillage – Harmonia Mundi)
- 2013 : Ibrahim Maalouf - Wind (Misterprod Harmonia Mundi)
- 2013 : Médéric Collignon – Le roi frippé (Justlooking productions)
- 2014 : Ibrahim Maalouf –Illusions (Misterprod Harmonia Mundi)
- 2015 : Ibrahim Maalouf –Khaltoum (Impulse-Universal)
- 2016 : Frank Woeste – Pocket Rhapsody (ACT Music)
- 2016 : Dave Douglas et Franck Woeste Dada people - Greenleaf Music
- 2017 : Frank Woeste - Reverso - Suite Ravel
- 2018 : Libretto Dialogues, Vol. 1
- 2019 : Libretto Dialogues, Vol. 2
- 2020 : Reverso - The Melodic Line
- 2020 : Pocket Rhapsody II (ACT Music)